# Kartabo
Kartabo es una localidad de la región Cuyuni-Mazaruni de Guyana.
Kartabo se ubica en el río Mazaruni y a nueve kilómetros de Bartica. La localidad tiene un centro comunitario, un servicio hospitalario y un servicio escolar.  La ciudad está ubicada dentro de Guayana Esequiba, una región reclamada por Venezuela.

## Economía
Los residentes se dedican a la pesca, la agricultura, la construcción de barcos y a la tala de árboles.